# テニスの王子様〜奮闘せよ、少年!〜
『テニスの王子様〜奮闘せよ、少年!〜』（てにすのおうじさま ふんとうせよしょうねん、原題：奋斗吧，少年！）は、許斐剛の漫画作品「テニスの王子様」を原作とする中国のテレビドラマ。全42話。（冒頭の重複する所や次回予告などを除いたDVD版及びNetflix版は全40話）
日本では2019年12月4日からNetflixで独占配信されていたが、2025年の7月の時点で日本では配信、放映はされていない。DVD化もされていない。

## 概要
2019年7月22日から2019年9月3日まで湖南衛視と芒果TV（マンゴーTV）にて放送。芒果TVアプリの英語版でのタイトルはYuqing Boys Group。
2017年9月17日、テンセントピクチャーズ年度発布会においてテニスの王子様のドラマ化と元プロテニス選手李娜と夫で元コーチ姜山の出演が発表された。
2008年に放送された「網球王子」同じキャストで撮影された続編の「加油！網球王子」に続き2回目の中国ドラマ化となっていたが、その後、2018年6月16日2018騰訊影業之夜年度発布会でタイトルが「網球少年」へ変更され主演のレギュラーメンバー9人の発表（この時点で原作者名と集英社の名前が消えている）、2018年6月22日に撮影開始。10月撮影終了。
湖南衛視の「青春進行時」と呼ばれているドラマを放送している時間帯（月曜日から水曜日の北京時間22時から23時50分、一日2話放送）にドラマ「封神演義」の後に放送される予定であったが、2019年6月4日の天安門事件３０周年に関連する近年の規制強化で翻訳作品、続編作品の規制が強くなり、2019年6月3日、封神演義が突然残り10数話を残して打ち切られ、予定では「奮闘吧，少年！」の次に放送されるはずの「大宋少年志」が繰り上がりで始まり、最終回の後、タイトルや登場人物の名前、番組ロゴが変更された「奮闘吧，少年！」が放送されることになった。
網球少年オフィシャルウェイボーは2019年7月12日撮影中などの記事をすべて消去し、7月22日に奮闘吧，少年！オフィシャルウェイボーとして再開。
撮影後に学校や登場人物の名前の変更などがあったため、制服の校章がCG処理で変更されていたり、口の動きと音が違うなどの後からアフレコで変更した跡が見られる。（この作品もそうであるが、近年のドラマは本人の声ではなくほぼ声優の吹き替えである。2008年の網球王子はアメリカ国籍のマイケル・チャン以外は本人の声）
俳優は湖南衛視のバラエティー番組やオーディション番組の出演者が多く選ばれている。喬晨（桃城武）と主人公の父、路向前が湖南衛視の男性ボーカルオーディション「快楽男声」2013年の優勝者、華晨宇（ホァ・チェンユー）の大ファンで意気投合する。などのオリジナル設定もある。
このドラマの舞台は高校であるが、中国では高校は高級中学と呼ばれているので校名は○○中学である。
投票とウェイボーでの話題度で決定する2019年度ウェイボードラマ大賞で7位にランクイン
Netflixにて「マッチ!テニスコートのプリンス」のタイトルで2019年10月7日配信開始予定であったが該当ページがエラーになっていた。
2019年11月25日『新テニスの王子様』公式twitterアカウントより「テニスの王子様〜奮闘せよ、少年！〜」のタイトルで、2019年12月4日からNetflixにて配信開始。と発表。テニスの王子様のタイトル名と、原作は許斐剛の大人気漫画。という説明も追記された。

## あらすじ
アメリカでジュニアのテニス選手として活躍していた路夏（ルー・シア）は親も高名なテニス選手で、いつしか父を超えることのみに執着するようになっていた。
路夏は父の方針で帰国し父の母校に転校、そこでの高校生活での仲間とのふれあいやライバルとの試合と通じさらに成長してゆく。
テニスの王子様の関東大会までのストーリーのドラマ化である。原作漫画だけでなく、穆司陽（手塚国光）と卓治（不二周助）の試合などのアニメ版オリジナルのストーリーや枕投げや焼肉などの後の話なども盛り込まれている。

## 登場人物・出演者
育青（ユーチン）中学（青春学園）
| 登場人物                     | 出演者                       | 原作名                 | 変更前                     |
| ---------------------------- | ---------------------------- | ---------------------- | -------------------------- |
| 路夏（リュー・シア）         | 彭昱暢（ポン・ユーチャン）   | 越前リョーマ           | 竜馬（ロン・マー）         |
| 穆司陽（ムー・スーヤン）     | 謝彬彬（シェ・ビンビン）     | 手塚国光               | 寇国光（コウ・グォグァン） |
| 喬晨（チアオ・チェン）       | 董力（ドン・リー）           | 桃城武                 | 陶誠（タオ・チェン）       |
| 池大勇（チー・ダーヨン）     | 朱致霊（チュ・ジーリン）     | 大石秀一郎             | 石大勇（シー・ダーヨン）   |
| 卓治（ジュオ・ジー）         | 張逸傑（チャン・イージエ）   | 不二周助               | 周助（ジョウ・ズー）       |
| 唐佳楽（タン・ジアロー）     | 徐可（シュー・クー）         | 菊丸英二               | 王英爾（ワン・インアル）   |
| 厳智明（イエン・ジーミン）   | 李鶴（リー・ホー）           | 乾貞治                 | 銭世民（チェン・シーミン） |
| 賀興隆（ホー・シンロン）     | 樊霖鋒（ファン・リンフォン） | 河村隆                 | 河興隆（ハー・シンロン）   |
| 張百揚（ジャン・バイヤン）   | 呉旭東（ウー・シュードン）   | 海堂薫                 | 張海堂（チャン・ハイタン） |
| 斉瑛（チー・イン）           | 宋伊人（ソン・イーレン）     | 竜崎桜乃               | 斉櫻（ジー・イン）         |
| 彭湘（ポン・シャン）         | 盧佳                         | 小坂田朋香             |                            |
| 黄靖（ホァン・ジン）         | 余凱寧（ユ・カイニン）       | 荒井、佐々部など       |                            |
| 馬修文（マー・シュウウェン） | 張珂源                       | 青学トリオのような役割 |                            |
| 阿穆（ア・ムー）             | 李俊濠（リー・ジュンハオ）   | 堀尾聡史               |                            |
| 斉娜（チー・ナー）           | 何佳怡                       | 竜崎スミレ             |                            |
| 路向前（ルー・シアンチエン） | 呉其江                       | 越前南次郎             |                            |
| 郝大河                       | 金禹伯                       | 大和祐大               |                            |

| 登場人物 | 出演者          | 原作名   |
| -------- | --------------- | -------- |
| 鍾歩川   | 金澔辰          | 布川公義 |
| 呉泉     | 張航（YOUNG-G） | 泉智也   |

| 登場人物 | 出演者 | 原作名     |
| -------- | ------ | ---------- |
| 徐子平   | 陳尚澤 | 橘桔平     |
| 燕江     | 王永峰 | 桜井雅也   |
| 旋鉄男   | 楊辰一 | 石田鉄     |
| 司馬亦武 | 孔垂楠 | 伊武深司   |
| 申偉明   | 劉承林 | 神尾アキラ |
| 陳徳森   | 谷雨   | 森辰徳     |
| 韋克飛   | 明鵬   | 内村京介   |
| 徐杏子   | 徐好   | 橘杏       |

| 登場人物                     | 出演者                     | 原作名   |
| ---------------------------- | -------------------------- | -------- |
| 紀景梧（ジー・ジンウー）     | 任言愷（レン・イェンカイ） | 跡部景吾 |
| 華崇弘（ファ・チョンホン）   | 于安（ユー・アン）         | 樺地宗弘 |
| 胡亮亮（フー・リャンリャン） | 楊澤（ヤン・ゾー）         | 宍戸亮   |
| 宋慈（ソン・ツー）           | 帥子尋                     | 芥川慈郎 |
| 游士星（ヨウ・シーシン）     | 潘暁東                     | 忍足侑士 |
| 岳陽（ユエ・ヤン）           | 高昕                       | 向日岳   |
| 吉諾（ジ・ヌオ）             | 蒋欣奇                     | 日吉若   |
| 馮志遠（フォン・ジーユエン） | 金中西                     | 鳳長太郎 |
| 付教錬（フー・ジャオリェン） | 田家達                     | 榊太郎   |

| 登場人物 | 出演者 | 原作名     |
| -------- | ------ | ---------- |
| 亜久辛   | 王燕陽 | 亜久津仁   |
| 沈千石   | 婁鳴   | 千石清純   |
| 南健知   | 劉瑜峰 | 南健太郎   |
| 譚一泰   | 黄星羱 | 壇太一     |
| 方雅東   | 彭港   | 東方雅美   |
| 馬林涛   | 張元坤 | 室町十次   |
| 田教練   | 洪衛   | 伴田幹也   |
| 陳慧敬   | 楊采盈 | 亜久津優紀 |

| 登場人物 | 出演者 | 原作名     |
| -------- | ------ | ---------- |
| 卓宇     | 趙子麒 | 不二裕太   |
| 関岳     | 藍博   | 観月はじめ |
| 喬澤     | 劉名凱 | 赤澤吉朗   |
| 梁田     | 常鋮   | 金田一郎   |
| 劉澤成   | 湯向恩 | 柳沢慎也   |
| 秦一婓   | 鄧智元 | 木更津淳   |

| 登場人物       | 出演者 | 原作名     |
| -------------- | ------ | ---------- |
| 奎建           | 雷鳴   | 葵剣太郎   |
| 余子風         | 付彦単 | 黒羽春風   |
| 林希彦         | 姚俊哲 | 樹希彦     |
| 田野           | 王浩宇 | 天羽ヒカル |
| 左驍虎         | 李政軍 | 佐伯虎次郎 |
| 穆金亮         | 翟旭   | 木更津亮   |
| 劉牧雲（六爺） | 侯桐江 | オジイ     |

| 登場人物                     | 出演者 | 原作名         |
| ---------------------------- | ------ | -------------- |
| 白市廷（バイ・シーティン）   | 任運杰 | 幸村精市       |
| 田子竜（ティエン・ズーロン） | 向雲竜 | 真田弦一郎     |
| 柯杰（クァー・ジェー）       | 譚旭   | ジャッカル桑原 |
| 柳濂（リウ・リャン）         | 王益博 | 柳蓮二         |
| 金文太（ジン・ウェンタイ）   | 曹峻祥 | 丸井ブン太     |
| 袁馳（ユアン・チー）         | 申琦   | 切原赤也       |
| 王雅仁（ワン・ヤーレン）     | 徐瑞霖 | 仁王雅治       |
| 呂勝（リュ・シォン）         | 李樹人 | 柳生比呂士     |

| 登場人物             | 出演者                       | 原作名         |
| -------------------- | ---------------------------- | -------------- |
| 沙莎                 | 劉泳希（リュー・イョンシー） | 芝砂織         |
| 書店の社長・李娜     | 李娜（リー・ナ）             |                |
| ラケット修理職人・姜 | 姜山（チァン・シャン）       | 張替え屋辰五郎 |

## スタッフ
- 製作：楊焱
- 監督：趙小鷗、趙小溪
- 脚本：李嘉
- 制作：天娯傳媒 （中華人民共和国）

## 主題歌
オープニングテーマ「正少年」
歌：彭昱暢　謝彬彬　董力　朱致霊　張逸傑　徐可　李鶴　樊霖鋒　呉旭東　
エンディングテーマ「青春大満貫（青春グランドスラム）」
歌：胡夏（フー・シャー）
作詞 林喬、劉恩汛
作曲 陳雪燃